# Ecopolítica
O conceito geral de ecopolítica está atrelado à normas políticas em favor do meio ambiente. Mais precisamente, a ecopolítica nada mais é que políticas ecológicas.
A medida que a urbanização e a industrialização crescem e se desenvolvem, em contraste, questões como a educação ambiental e políticas ecológicas necessitam ser debatidas. Tendo em vista essa preocupação, é clara a necessidade de discussão do assunto e de suas problemáticas, ou seja, as consequências do avanço industrial e urbano ao meio ambiente e a seus circundados trazidas. Visto isso, a ecopolítica tem por alvo principal a problematização e debate dessas consequências, podendo entre elas citar: impactos ambientais, vida no campo prejudicada e necessidade de reforma agrária brasileira.

## Contexto histórico da ecopolítica brasileira
Nos anos 70 há no Brasil um despertar da consciência ecológica mundial, com alguns propulsores, tais como a Conferência das Nações Unidas sobre o meio Ambiente, debates sobre os limites do crescimento, início de discussões teóricas sobre ecologia política e crescimentos dos movimentos sociais ecologistas. Os problemas de degradação do meio ambiente provocados pelo crescimento exacerbado da economia convertem-se num problema global que precisa de providências. Questões ambientais no Brasil começam a ganhar espaço na política brasileira a partir de janeiro de 1986, em que há uma crescente manifestação pela ecologia no processo da Constituinte. A ecopolítica se desenvolve e cresce em nível de debate. Fundações dos Partidos Verdes acontecem no país, começando no Rio de Janeiro, e o movimento ecológico brasileiro parece estar atingindo certo ponto de maturação. Surge também na política a bancada ruralista, que tem por objetivo resolver questões relacionadas com a reforma agrária.  Em suma, os movimentos ambientais brasileiros continuam sua luta por garantia de preservação ambiental e manutenção social da vida no campo. Agora, de certa forma, aliados ao Estado, mas, ainda assim, enfrentando diversos desafios implicados a seus objetivos. A falta de conscientização ambiental por parte da população e a precarização da vida no campo aliada à falta de atitude por parte do governo e elite são impedimentos no não desenvolvimento da sustentabilidade e da reforma agrária no país, bem como as todas as outras questões que envolvem o meio ambiente e seus habitantes.
- Capitanias Hereditárias
- Sesmarias
- A primeira Lei de Terras – 1850
- Assembléia Constituinte – 1946
- Uso social da terra
- Constituição de 1946
- Constituição de 1988